# Black Oak Arkansas (album)
Black Oak Arkansas je eponymní debutové studiové album americké rockové skupiny Black Oak Arkansas. Album vyšlo v roce 1971 a produkovali ho Lee Dorman a Mike Pinera, členové skupiny Iron Butterfly.

## Seznam skladeb
| Pořadí | Název                             | Délka |
| ------ | --------------------------------- | ----- |
| 1.     | Uncle Lijiah                      | 3:17  |
| 2.     | Memories at the Window            | 3:05  |
| 3.     | The Hills of Arkansas             | 3:45  |
| 4.     | I Could Love You                  | 6:10  |
| 5.     | Hot and Nasty                     | 2:55  |
| 6.     | Singing the Blues                 | 2:17  |
| 7.     | Lord Have Mercy on My Soul        | 6:15  |
| 8.     | When Electricity Came to Arkansas | 4:26  |

## Sestava
- Jim „Dandy“ Mangrum – zpěv, valcha
- Rickie „Ricochet“ Reynolds – dvanáctistrunná kytara, zpěv
- Pat „Dirty“ Daugherty – basová kytara, zpěv
- Harvey „Burley“ Jett – sólová kytara, banjo, klavír, zpěv
- Stanley „Goober“ Knight – sólová kytara, steel kytara, varhany, zpěv
- Wayne „Squeezebox“ Evans – bicí